# Androsace albana
Espèce
Androsace albana est une espèce de plantes à fleurs de la famille des Primulacées originaire du Caucase.